# مرلين أزرق
المرلين الأزرق (الاسم العلمي: Makaira) هو جنس من الأسماك يتبع الفصيلة الأسماك المرلينية من رتبة الفرخيات.

## أنواع المرلين الأزرق
- مرلين أزرق هندي-باسيفيكي
- مرلين أزرق أطلسي